# De Lastdrager
De Lastdrager is een korenmolen in Hoogwoud in de Nederlandse gemeente Opmeer.
Rond 1608 is de eerste korenmolen in Hoogwoud gebouwd, maar dat is waarschijnlijk niet de huidige molen. De huidige molen is waarschijnlijk rond 1650 gebouwd.
Nadat in 1935 de binnenroed brak, is de molen stilgezet. Het gaande werk is verwijderd, en de romp kreeg een nieuwe bestemming voor opslag. Het maalbedrijf werd voortgezet in een schuur naast de molen met een koppel stenen uit de molen, en een dieselmotor. De buitenroed en de staart van de molen zijn later ook nog verdwenen.
Met behulp van tweedehands roeden is de molen in 1957 weer uitwendig hersteld. De molen werd in 1968 door de molenaar gekocht, die hem weer doorverkocht aan Stichting de Westfriese Molen. In 1972 heeft de molen nog een grote restauratie gehad en sinds 1977 draait hij weer regelmatig, en is dan te bezoeken.
Dankzij de bijdrage van 95.000 euro uit de BankGiro Loterij Molenprijs 2018 wordt er weer een maalinrichting in de molen geplaatst.